# Mission Woods
Mission Woods – miasto w Stanach Zjednoczonych, w stanie Kansas, w hrabstwie Johnson.